# Saint-Cricq-du-Gave
Saint-Cricq-du-Gave (gaskonsko Sent Cric deu Gave) je naselje in občina v francoskem departmaju Landes regije Akvitanije. Naselje je leta 2009 imelo 362 prebivalcev.

## Geografija
Kraj leži v pokrajini Gaskonji ob reki Gave de Pau, 23 km južno od Daxa.

## Uprava
Občina Saint-Cricq-du-Gave skupaj s sosednjimi občinami Bélus, Cauneille, Hastingues, Oeyregave, Orist, Orthevielle, Pey, Peyrehorade, Port-de-Lanne, Saint-Étienne-d'Orthe, Saint-Lon-les-Mines in Sorde-l'Abbaye sestavlja kanton Peyrehorade s sedežem v Peyrehoradu. Kanton je sestavni del okrožja Dax.

## Zanimivosti
- cerkev sv. Kirika in Julite,
- Château de Saint-Cricq-du-Gave.